# Blackburn Cirrus Major
Blackburn Cirrus Major — британский поршневой авиационный двигатель воздушного охлаждения, разработанный и производившийся с середины 1930-х годов компанией Blackburn Aircraft.

## История
Двигатель Blackburn Cirrus Major представляет собой развитие оригинальной серии авиадвигателей ADC Cirrus, различавшихся рабочим объёмом и мощностью. Права на выпуск этой серии были выкуплены компанией Cirrus Aero-Engines (позже известной как Cirrus-Hermes Engine Company), выпускавшей двигатели Cirrus Hermes I, II, III и IV.
В 1934 году Cirrus был приобретен компанией Blackburn Aircraft и в том же году началось производство модели Cirrus Minor, а годом позже в серию пошёл  Cirrus Major.
Всего было выпущено около 700 экземпляров двигателя.

## Модификации

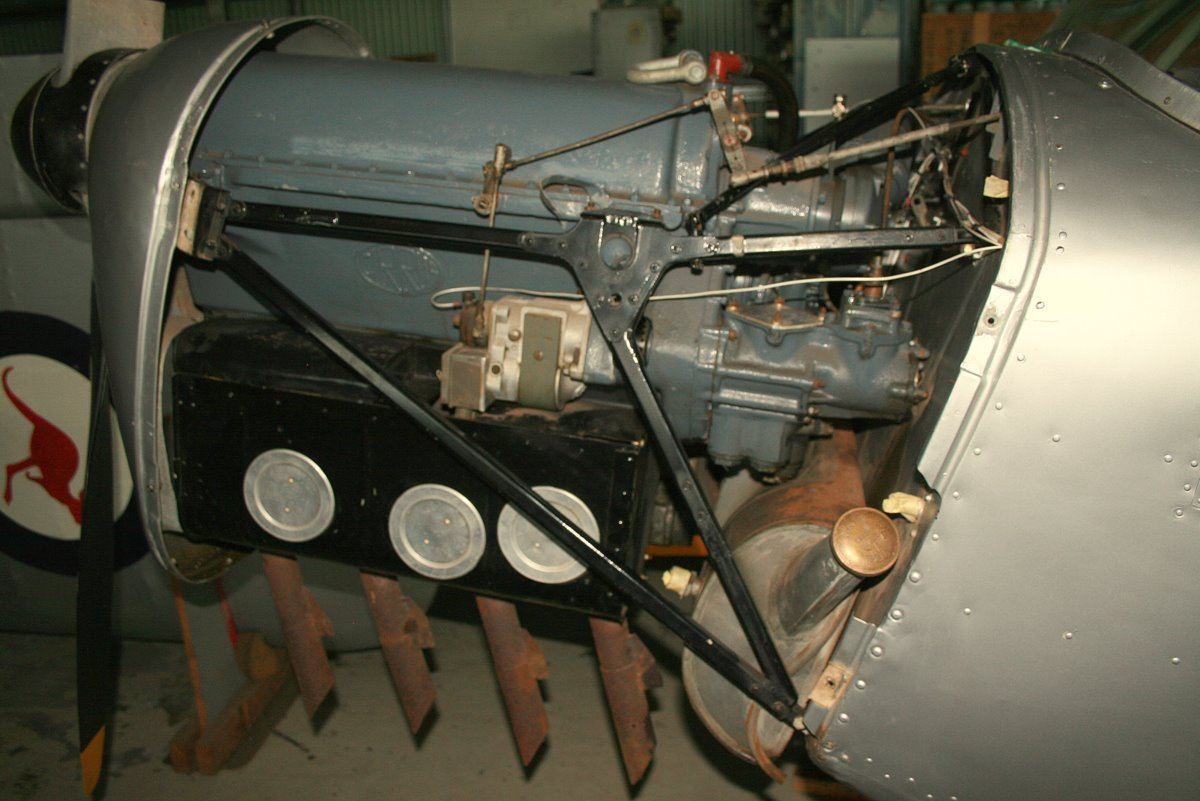
Тот же Cirrus Major III, вид слева, различим фирменный логотип на картере.

Cirrus Major I
135 л.с.
Cirrus Major II
148 л.с.
Cirrus Major III
Увеличена степень сжатия, мощность возросла до 150 л.с. (116 кВт).

## Применение
Великобритания
- Auster Aiglet
- Auster Autocar
- Blackburn B-2
- Chrislea Skyjeep
- de Havilland DH.60 Moth
- Foster Wikner Wicko
- General Aircraft Cygnet
- General Aircraft Owlet
- Hendy 302
- Miles Aerovan
- Miles Aries
- Miles Gemini
- Miles Hawk Major
- Miles Hawk Trainer
- Miles Mercury
- Miles Messenger
- Portsmouth Aerocar Major
- Simmonds Spartan

 Аргентина
- I.Ae. 31 Colibrí
- I.Ae.32 Chingolo

 Бельгия
- Fairey Primer
- Stampe SV.4

 Индия
- HAL HT-2